# Perdiccas III
Pour les articles homonymes, voir Perdiccas.
Perdiccas III, en grec ancien : Περδίκκας Γ΄ ὁ Μακεδών / Perdikkas ho Makedốn, mort en 359 av. J.-C., est un roi de Macédoine de la dynastie des Argéades qui règne entre 365 et 359 av. J.-C. Il est le frère et prédécesseur de Philippe II.

## Biographie

### Origine
Fils du roi Amyntas III (mort en 370 av. J.-C.) et d'Eurydice, une princesse illyrienne, Perdiccas succède en 365 à son frère Alexandre II après la période de régence de Ptolémée d'Alôros.

### Règne
En 361 av. J.-C., Perdiccas accueille à son service l'homme politique athénien Callistratos, obligé de fuir sa patrie pour ne pas subir la peine capitale, qui l'aide à réorganiser ses finances. Son règne est de courte durée. Il entre en effet en conflit avec Ménélas, prince de Lyncestide. Après quelques succès initiaux, les voisins occidentaux de la Macédoine s'allient contre lui et il périt avec 4 000 de ses hommes dans une bataille livrée contre les Illyriens de Bardylis, lequel envahit la Haute Macédoine en 359.
Son jeune fils Amyntas IV est rapidement écarté de la succession au profit de son frère Philippe II qui épouse sa veuve Phila d'Élimée.